# Го Чжэнвэй
Го Чжэнвэ́й (кит. трад. 郭振維, упр. 郭政伟, пиньинь Guō Zhèngwěi; род. 9 ноября 1983) — тайваньский стрелок из лука, член национальной сборной Тайваня на Олимпийских играх 2008 и 2012 годов.

## Спортивная карьера
Впервые попал в главную национальную сборную в 2004 году. В 2005 году победил на проходившей в турецком Измире Универсиаде в личном первенстве. В том же году на чемпионате Азии по стрельбе из лука в Дели завоевал в команде серебряную медаль, а в личном первенстве остался на 4-м месте.
В следующем году стал вторым в Гран-при Азии в личном первенстве, а также выиграл серебряную и бронзовую медали на Азиатских играх в Дохе в командном и личном первенстве соответственно.
В 2007 году стал победителем второго Гран-при Азии в личном первенстве. На чемпионате мира в Лейпциге в составе сборной завоевал бронзовую медаль. На чемпионате Азии проходившем в Сиане выступил неудачно: 5-м место в команде и 12-е в личных соревнованиях.
На Летней Универсиаде 2009 года в сербском Белграде завоевал серебряную медаль в командном первенстве, а в личном занял 9-е место. На чемпионате Азии (Денпасар) выиграл золото в личном первенстве и серебро с командой.
В 2010 году на третьем Гран-при Азии занял с командой 3-е место, а в личном первенстве остался на 8-м месте.
В 2011 году в Гуанчжоу на Азиатских играх занял 4-е место в личных соревнованиях и 9-е в командных. На чемпионате мира в Турине занял 9-е место в личных и командных первенствах и 7-е место в миксте.

### Олимпийские игры 2008 года
В личных соревнованиях в квалификационном раунде, набрав 659 очков, занял 29-е место. В отборочном турнире на первом этапе со счётом 106:102 победил Марка Хавьера с Филиппин. На втором этапе встречался и уступил со счётом 110:111 южнокорейскому лучнику Пак Кюн Мо, ставшего серебряным призёром Олимпиады в личном первенстве и победителем в командном первенстве. В итоге Го Чжэнвэй занял в личном первенстве 19-е место.

В командном первенстве, в составе сборной Тайваня вместе с Ван Чжэнбан и Чэнь Шиюань победив в первом раунде сборную США (222:218), в четвертьфинале уступили сборной Украины со счётом 211:214. Сборная Тайваня по итогам соревнования заняла 7-е место.

### Олимпийские игры 2012 года
В квалификационном раунде личного первенства набрал 660 очков и занял 40-е место. В финальном раунде на первом этапе победил Элиаса Малаве из Венесуэлы со счётом 6:5. На втором этапе встречался с египтянином Ахмедом Эль-Немр и победил его — 6:2. В 1/8 финала победил со счётом 6:0 украинского лучника Маркияна Ивашко. В четвертьфинале уступил нидерландскому спортсмену Рику Ван дер Вену со счётом 6:0 и занял итоговое 8-е место.

В командном первенстве в составе сборной Тайваня вместе с Ван Чжэнбан и Чэнь Ючэнь уступила в 1/8 финала сборной Италии со счётом 206:216 и заняла итоговое 9-е место.